# Heather O'Rourke
Heather Michele O'Rourke, född 27 december 1975 i San Diego, Kalifornien, död 1 februari 1988 i San Diego, Kalifornien, var en amerikansk barnskådespelare.
O'Rourke upptäcktes när hon var fem år gammal av regissören Steven Spielberg. Hon var med i en del filmer samt reklamfilmer för bland annat McDonald's och leksaksföretaget Mattel.

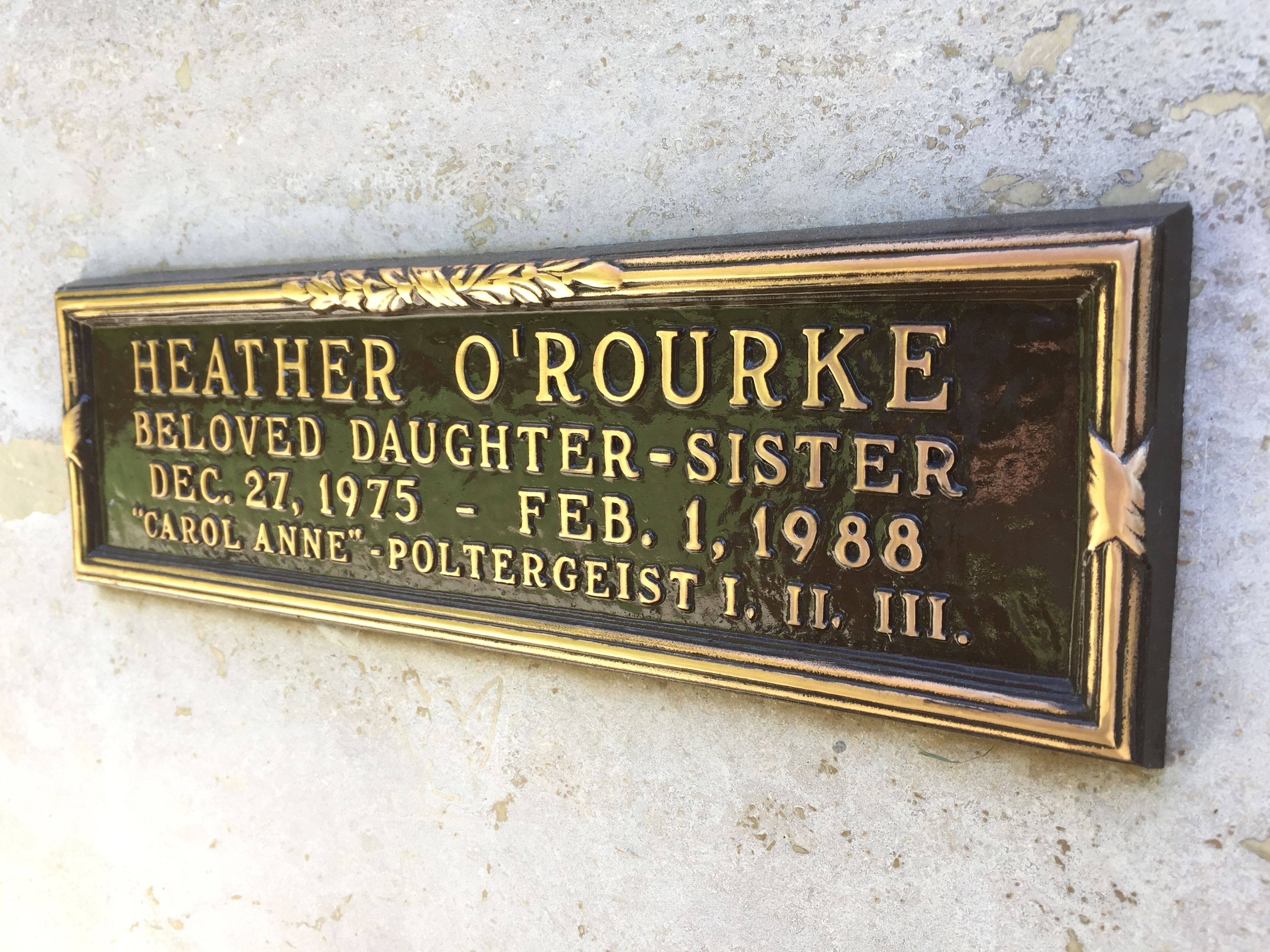
Heather O'Rourkes grav på Westwood Memorial Park.

Hon dog alldeles efter inspelningen av filmen Poltergeist III av akut tarmvred och blodförgiftning, endast 12 år gammal. Hon vilar på Westwood Memorial Park i västra Los Angeles.

## Filmografi i urval
- 1982 – Poltergeist
- 1985 – Surviving
- 1986 – Poltergeist II - Den andra sidan
- 1988 – Poltergeist III